# Aire protégée d'Amoron'i Onilahy
L'aire protégée d’Amoron’i Onilahy est une aire protégée située à Madagascar créée le 23 juillet 2015. Cette aire a reçu un arrêté de protection temporaire en 2006 dans le cadre de l’objectif de triplement des aires protégées de Madagascar, après le sommet de Durban en 2003. Elle est, dans ce cadre, gérée par l’Association intercommunale OHEMIHA regroupant 11 communes, avec l'appui de la section malgache du WWF.

## Historique
Avant d'être classée définitivement le 23 juillet 2015, ce territoire avait été décrété « aire protégée » temporaire en 2006. 

## Géographie

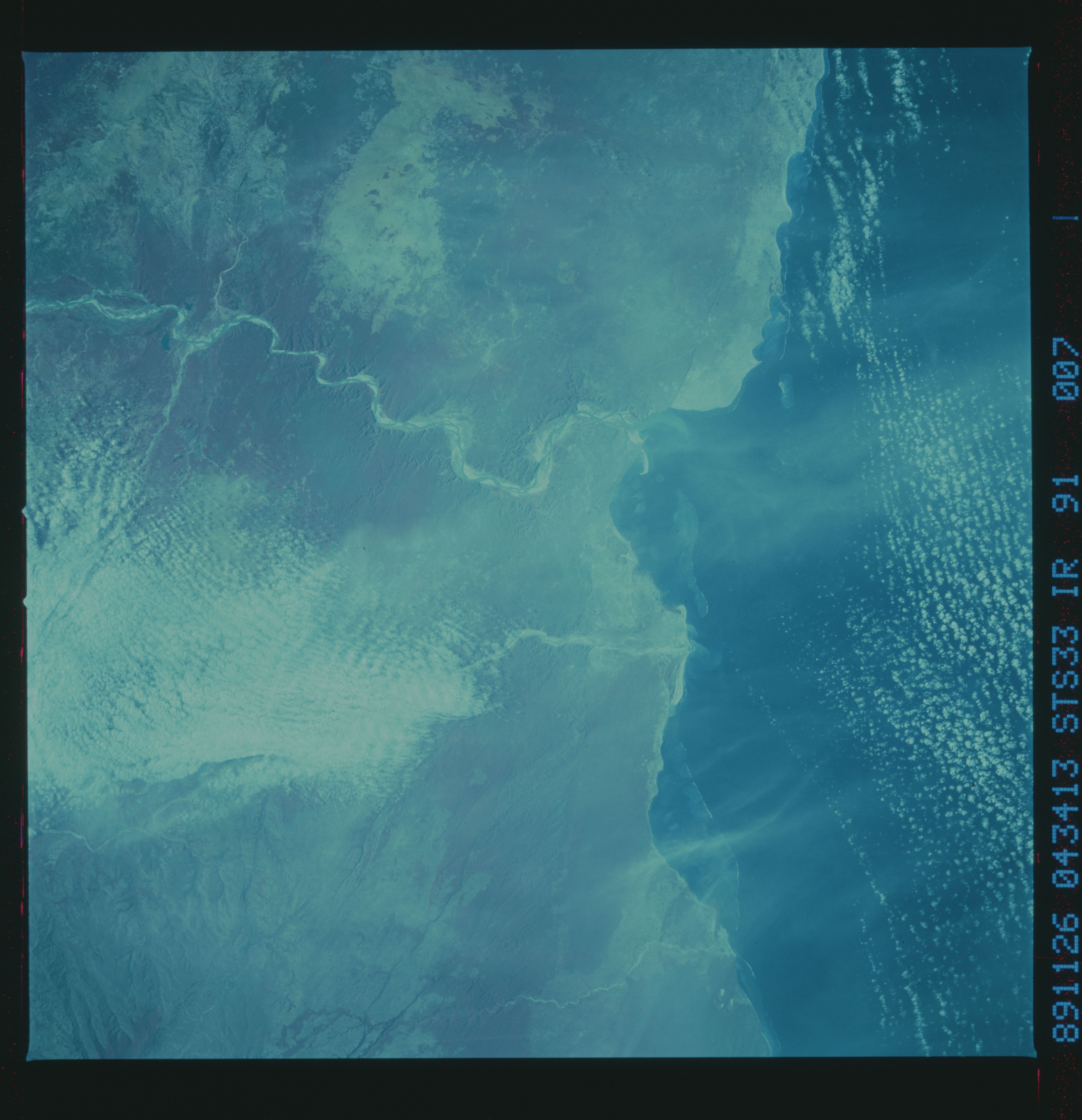
Documentation photographique montrant les observations terrestres de la mission STS-33 du LITTORAL-FLEUVE ONILAHY.

Situé aux latitudes du tropique du Capricorne dans le sud-ouest de Madagascar, l'Amoron’ny Onilahy s’étend sur 11 communes rurales réunies au sein de l’OPCI OHEMIHA (Onilahy Henany Mitambatsy Handroso). La zone est notamment marquée par la traversée du fleuve Onilahy dont elle tire son nom.
Cet espace naturel est l’une des neuf aires prioritaires comprises dans l’écorégion Ala Maiky, projet porté par le WWF Madagascar.

## Objectifs
La mise en œuvre de cette aire protégée a pour mission de répondre à plusieurs objectifs :
- Limiter, contenir et réduire la déforestation de toutes les zones sensibles et dont les ressources forestières sont cruciales pour la survie des communautés.

- Faire reconnaître et protéger la richesse faunistique et floristique endémique des forêts sèches épineuses du sud ouest de Madagascar[5].

- Valoriser le potentiel écotouristique de l'aire protégée permettant un développement des communautés rurales recluses dans ces zones sensibles économiquement parlant. Notamment avec le projet écotouristique communautaire de Ranomay [6].

- Connecter l’aire protégée Tsinjoriake et les autres sites au Sud de Toliara (TSP, Beza Mahafaly, Anakao, Ambola).

## Patrimoine naturel

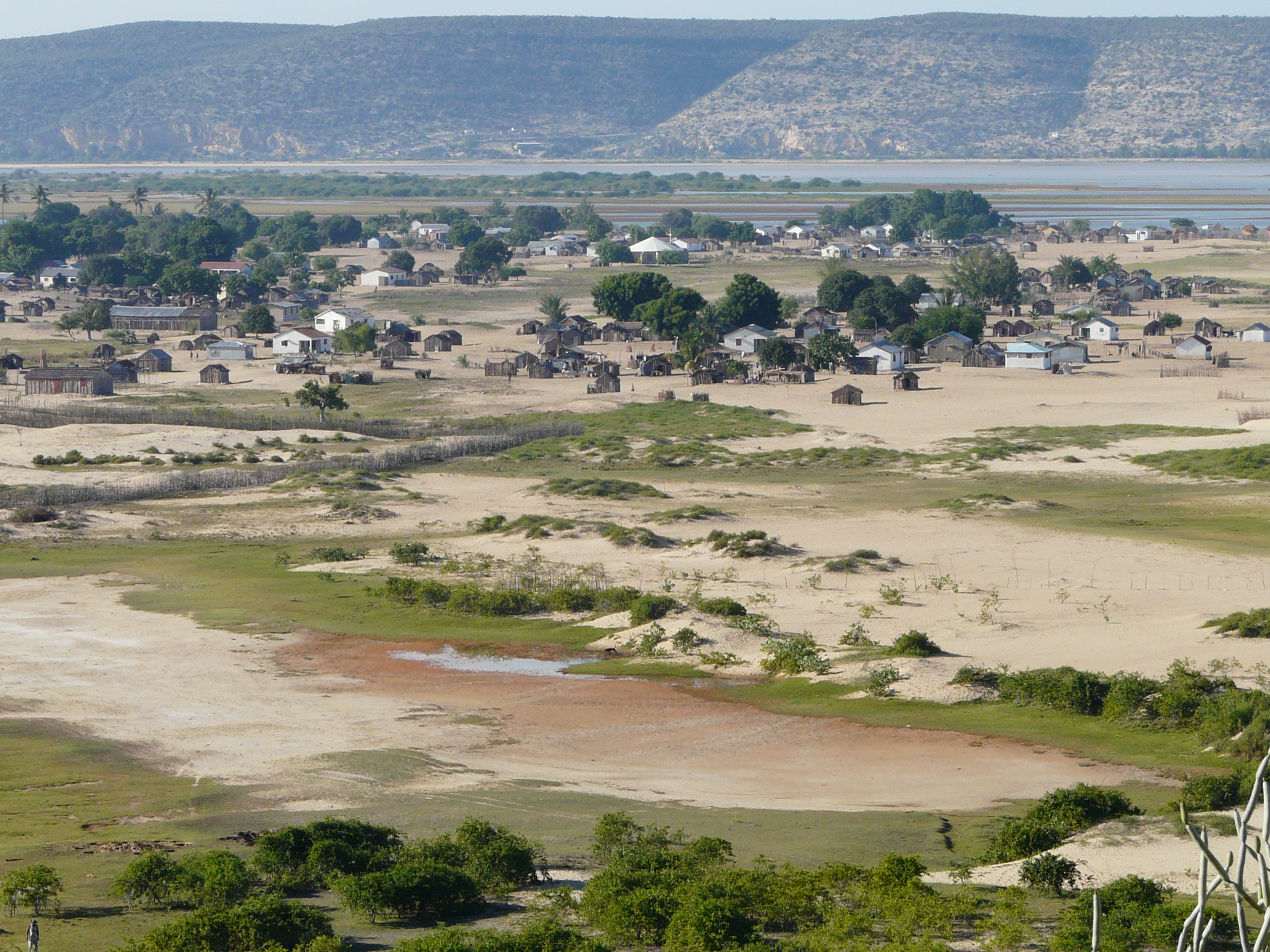
Vue de Saint-Augustin situé au sud de Tuléar à l'embouchure de la rivière Onilahy.

L'aire protégée est  en partie couvert par des zones humides, lacs et marais. Une ripisylve à Baudouinia fluggeiformis se développe le long du fleuve. 
Ce paysage sert de biotope à 9 espèces d’oiseaux, 27 espèces de mammifères, 55 espèces de reptiles dont 19 endémiques du sud-ouest de Madagascar